# بيدرو راؤول
بيدرو راؤول (بالبرتغالية: Pedro Raúl) هو لاعب كرة قدم برازيلي في مركز الهجوم، ولد في 5 نوفمبر 1996 في بورتو أليغري في البرازيل. لعب مع فيتوريا دي غيماريش.

## وصلات خارجية
- بيدرو راؤول على موقع رابطة كرة القدم اليابانية للمحترفين (اليابانية)
- بيدرو راؤول على موقع إي إس بي إن إف سي (الإنجليزية)
- بيدرو راؤول على موقع قاعدة بيانات كرة القدم.إي يو (الإنجليزية)
- بيدرو راؤول على موقع Soccerway.com (الإنجليزية)
- بيدرو راؤول على موقع عالم كرة القدم.نت (الإنجليزية)